# Neocentropogon affinis
Neocentropogon affinis és una espècie de peix pertanyent a la família dels tetrarògids i a l'ordre dels escorpeniformes.

## Etimologia
Neocentropogon deriva dels mots grecs neos (nou), κέντρον (kéntron, fibló) i pogon (barba).

## Descripció
Presenta una gran taca darrere del cap per sobre de les aletes pectorals. Absència de cap altra taca a la resta del cos. Entre 85 i 95 escates disposades a cada filera vertical del cos. Línia lateral contínua. 7 radis tous a l'aleta anal.

## Hàbitat i distribució geogràfica
És un peix marí, demersal (fins als 84 m de fondària) i de clima tropical, el qual viu a la conca Indo-Pacífica: Myanmar (com ara, el golf de Martaban) i el mar de la Xina Meridional.

## Observacions
És inofensiu per als humans i el seu índex de vulnerabilitat és alt (62 de 100).